# Языки Бельгии

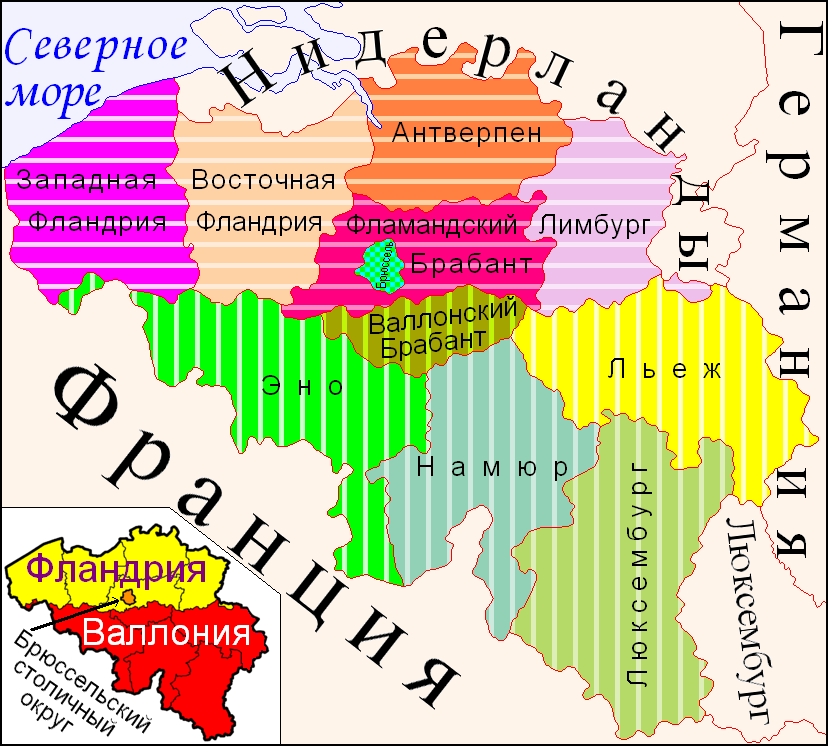
Провинции Бельгии

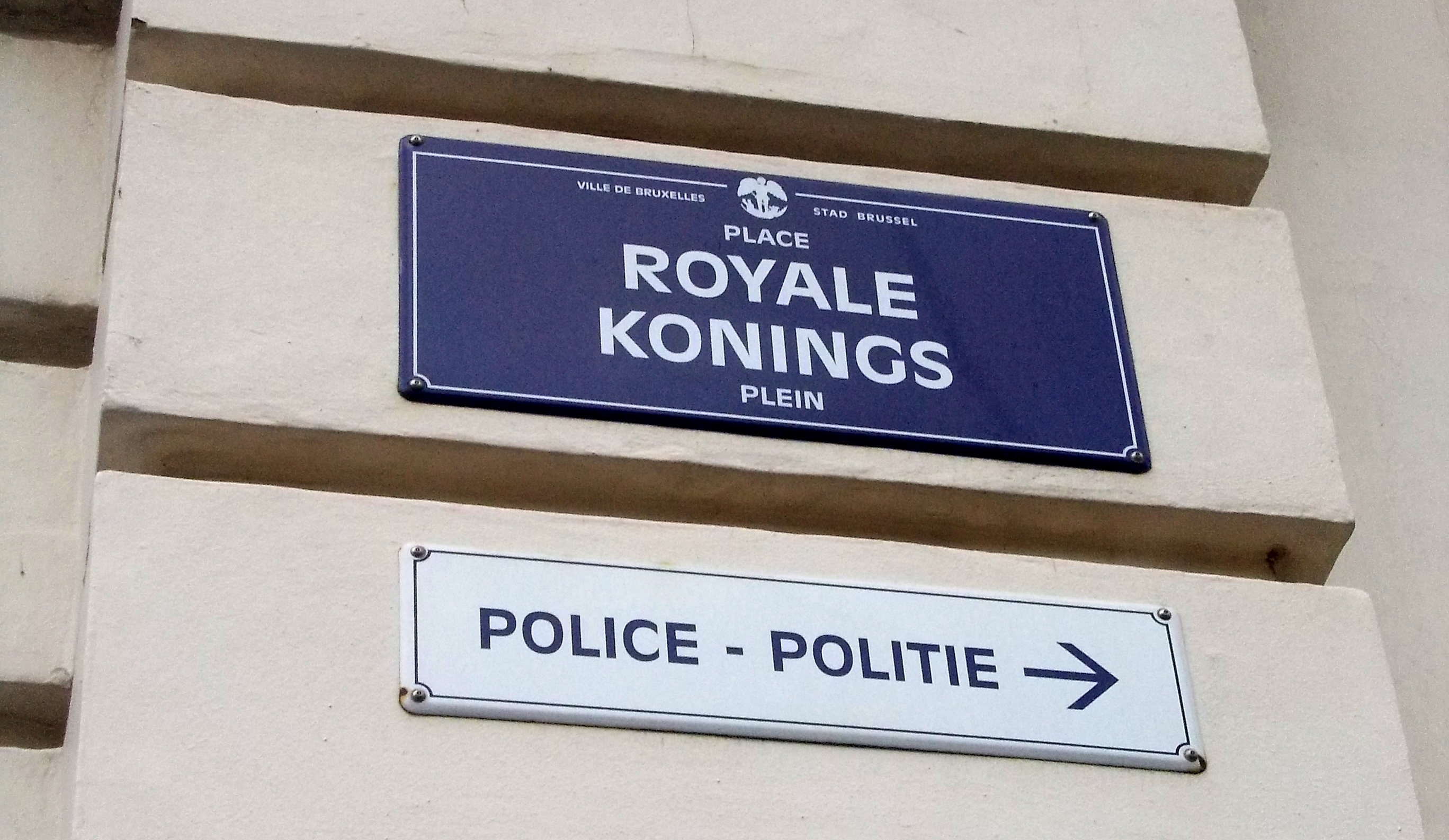
Двуязычные (французско-нидерландские) таблички в Брюсселе

Основную часть населения Бельгии составляют две этнические группы: фламандцы (около 58 % населения) и валлоны (около 40 % населения), которые говорят соответственно на нидерландском и французском языках. Наряду с ними официальным языком признан немецкий, используемый немецкоязычным сообществом в восточной Бельгии. Английский язык, не являясь официальным, довольно широко распространён в Бельгии. К языкам меньшинств относятся языки енишей, манушей и цыган.

## История
После обретения Бельгией в 1830 году независимости она была франкоориентированным государством, и единственным государственным языком сначала был французский, хотя фламандцы всегда составляли большинство населения. Даже во Фландрии долгое время французский оставался единственным языком среднего и высшего образования. Нидерландский стал вторым официальным языком королевства лишь в 1873 году.
После завершения Первой мировой войны в Бельгии началось движение за самоопределение нидерландскоязычного населения. Возникла так называемая «языковая борьба». Она стала приносить свои плоды в 60-е годы XX века. В 1963 году был принят ряд законов, регламентирующий использование языков во время официальных мероприятий. В 1967 году впервые был издан официальный перевод конституции Бельгии на нидерландский язык. К 1980-м оба главных языка страны были фактически уравнены в правах. В 1993 году Бельгия была разделена на регионы, являющиеся субъектами федерации. Единственным официальным языком на территории Фламандского региона в настоящее время является нидерландский.
Несмотря на достигнутые успехи, языковые проблемы до сих пор приводят к эскалации напряжённости между двумя главными группами населения страны. Так, в 2005 году проблема разделения двуязычного избирательного округа Брюссель-Халле-Вилворде чуть было не привела к отставке правительства и политическому кризису.

## Языковые сообщества Бельгии

### Фламандское сообщество
Фламандцы живут в пяти северных провинциях Бельгии — Фландрии (Антверпен, Лимбург, Восточная и Западная Фландрии, Фламандский Брабант), граничащими с Нидерландами, и говорят на нидерландском языке и его многочисленных диалектах. Они составляют Фламандское сообщество (нидерл. Vlaamse Gemeenschap) и имеют собственные органы управления в сфере культуры и образования.

### Французское сообщество
Валлоны живут в 5 южных провинциях, составляющих Валлонию (Эно, Льеж, Люксембург, Намюр, Валлонский Брабант), говорят на французском, валлонском и некоторых других языках. Их объединяют во Французское сообщество (фр. Communauté française de Belgique).
Оба крупнейших языковых сообщества делят между собой Брюссельский столичный регион.

### Немецкое сообщество
Немецкоязычное сообщество (нем. Deutschsprachige Gemeinschaft Belgiens) — самое маленькое из языковых сообществ Бельгии. Оно расположено на территории провинции Льеж и граничит с Нидерландами, Германией и Люксембургом. Состоит из девяти муниципалитетов, где компактно проживают представители немецкоязычного меньшинства.